# Randi Altschul
Randice-Lisa "Randi" Altschul (nacida en 1960) es una desarrolladora e inventora de juguetes estadounidense con sede en Cliffside Park, Nueva Jersey. Con poca formación técnica o conocimientos de ingeniería, desarrolló juguetes y juegos de mesa que tuvieron un gran éxito. Como resultado de ello, se convirtió en millonaria a la edad de 26 años. Su juego de mesa Miami Vice, inspirado en la serie de televisión del mismo nombre, se convertiría en Grand Theft Auto: Vice City de Rockstar North, que se convirtió en uno de los juegos más vendidos en 2002. Después de su éxito en la industria del juguete, Altschul fundó Diceland Technologies e inventó el primer teléfono desechable. Alschul también fue coautora de la novela Sorry, You Can't Enter Heaven con Katheleen Sahputis en 2008.

## Inventora de juguetes / inicio de su carrera profesional
Los primeros éxitos de Altschul fueron los juguetes y los juegos. Su primera idea fue un ' Miami Vice Game' que se basaba en el éxito de la serie de televisión estadounidense del mismo nombre. Podemos citar, como otros juguetes y juegos notables de Altschul, un juego por el 30 cumpleaños de Barbie y un juguete de peluche que se podía llevar puesto, que daba abrazos bajo el control del niño que lo llevaba. También desarrolló un cereal de desayuno con forma de monstruo que se volvía blando cuando estaba cubierto de leche. Altshul también ganó dinero vendiendo sus ideas para juegos de mesa cuyo marketing se basaba en un vínculo con otras series de televisión estadounidenses populares como Tortugas Ninja o Los Simpson. Altschul se hizo rica y parte de las ganancias se invirtieron en tecnología.
A Althschul se le ocurrió la idea del teléfono cuando perdió la señal de su teléfono móvil convencional y resistió la tentación de deshacerse de un teléfono que resultaba caro. Se dio cuenta de que un teléfono desechable podría ayudar a viajeros como ella.
Altschul creó una nueva empresa llamada Diceland Technologies para explotar estas tecnologías y fabricar el teléfono que se le ocurrió.

## Primer teléfono celular desechable
Un día, mientras conducía por una carretera y hablaba por su teléfono móvil, se sintió frustrada con la señal del teléfono y quiso tirar el teléfono por la ventana. Este momento la marcó durante bastante tiempo, lo que finalmente la empujó a buscar una opción alternativa a los teléfonos móviles. En noviembre de 1999, Altschul se asoció con Lee Volte, vicepresidente senior de investigación y desarrollo de Tyco, para crear el primer teléfono desechable. Su producto se llamaba Phone-Card-Phone (Teléfono-Tarjeta-Teléfono) porque tenía el grosor de tres tarjetas de crédito. El teléfono tenía menos de un centímetro de grosor y estaba hecho de materiales a base de papel reciclado. El teléfono también tenía un chip que permitía a los propietarios realizar compras y usarlo como tarjeta de crédito. En esencia, este fue el primer intento de pago móvil en la historia. El teléfono se vendería por alrededor de $ 20 y podría usarse hasta por una hora. Las personas que devolvieran el teléfono después de su uso recibirían un crédito de entre dos y tres dólares. En 2002, Phone-Card-Phone fue nombrado "Producto del año" por Frost and Sullivan.
Altschul y su compañía, Diceland Technologies, imaginaban a los posibles clientes de Phone-Card-Phone como personas que no se sentían impresionadas por la última tecnología o mujeres que solo querían asegurarse de que sus hijos e hijas o familias pudieran hacerles llamadas telefónicas. Altschul dirigió el marketing a aquellas personas que no estarían interesadas en un contrato de telefonía móvil a largo plazo o turistas que normalmente no necesitan un teléfono pero lo necesitarían durante sus vacaciones en el extranjero durante el corto período de sus vacaciones.

## Impacto en la sociedad
Tras ganar el reconocimiento como Producto del año, se introdujeron en el mercado más dispositivos electrónicos desechables, como cámaras y computadoras portátiles desechables. En general, el mercado de los productos desechables fue un nicho de mercado que existió durante un corto período de tiempo. A medida que los planes de roaming internacional y el marcado virtual avanzaban, la tecnología del teléfono desechable se volvió obsoleta. Sin embargo, su éxito siguió siendo notable, ya que muchas más empresas consolidadas se aferraron a la idea y crearon su propia versión del teléfono desechable. Algunos teléfonos desechables todavía están en el mercado comercializados como teléfonos de prepago. La idea del pago móvil, aunque no se materializó, quizás tuvo un mayor impacto en el mercado al introducir la idea de reemplazar las tarjetas de crédito por teléfonos.